# Fonoforesis

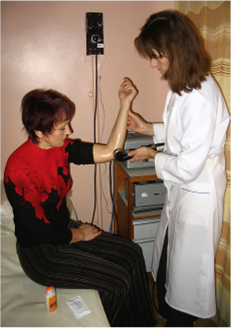
Procedimiento de fonoforesis

La fonoforesis es una terapia que usa los ultrasonidos para mejorar la penetración de ciertos medicamentos a través de la piel. El mecanismo de acción consiste en la modificación de la estructura de los tejidos cutáneos aumentando la permeabilidad de las membranas biológicas para que el fármaco sea absorbido más fácilmente, y a su vez las propias ondas ejercen presión sobre las moléculas farmacológicas empujándolas hacia el interior. Los fármacos que suelen usarse son antiinflamatorios y analgésicos de acción local, dado que esta terapia es típica en la fisioterapia y en la medicina física y de rehabilitación. Esta terapia también es llamada en ocasiones ultrasonoforesis.
Medicamentos usados: histamina, hidrocortisona, salicelil, mecolil, yodina, lidocaína, el nicotinato de metilo.